# Denver Broncos 2014
La stagione 2014 dei Denver Broncos è stata la 45ª della franchigia nella National Football League, la 55ª complessiva e la quarta e ultima con John Fox come capo-allenatore.
La squadra iniziò la stagione come campione AFC in carica, dopo la sconfitta contro i Seattle Seahawks nel Super Bowl XLVIII. Il giorno prima dell'inizio del training camp, il proprietario Pat Bowlen lasciò la guida della squadra a causa della malattia di Alzheimer. Fu anche la prima stagione senza il cornerback Champ Bailey. I Broncos vinsero il quarto titolo di division consecutivo ma vennero subito eliminati nel secondo turno di playoff dagli Indianapolis Colts.

## Scelte nel Draft 2014

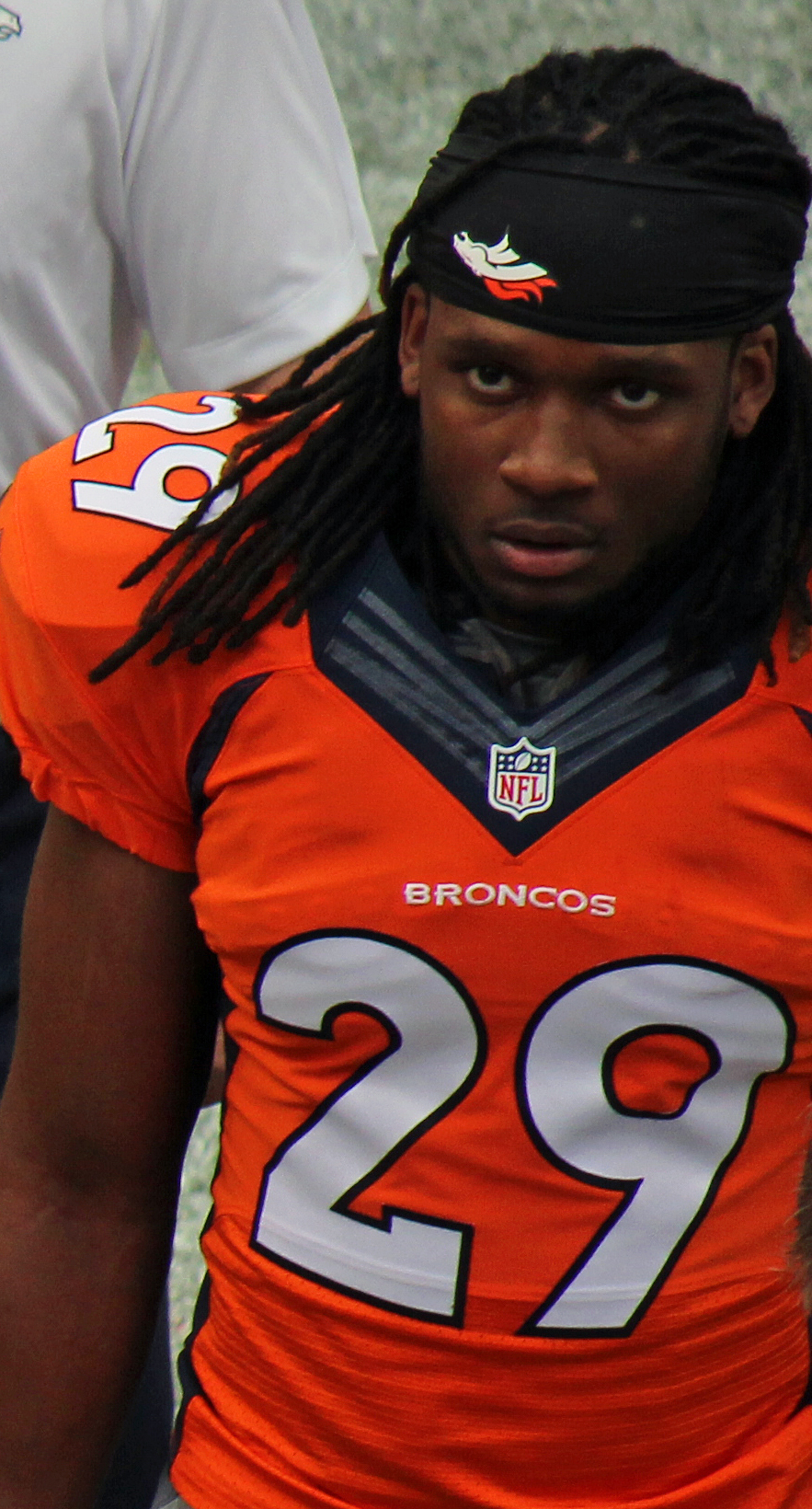
Bradley Roby fu la scelta del primo giro dei Broncos nel Draft 2014

| Scelte dei Broncos nel Draft 2014 |        |                   |       |                 |
| Giro                              | Scelta | Giocatore         | Ruolo | College         |
| 1                                 | 31     | Bradley Roby      | CB    | Ohio State      |
| 2                                 | 56     | Cody Latimer      | WR    | Indiana         |
| 3                                 | 95     | Michael Schofield | OT    | Michigan        |
| 5                                 | 156    | Lamin Barrow      | LB    | Louisiana State |
| 6                                 | 207    | Matt Paradis      | C     | Boise State     |
| 7                                 | 242    | Corey Nelson      | LB    | Oklahoma        |

## Staff
| Staff dei Denver Broncos nel 2014 |
| --- |
| Organi dirigenziali - Proprietario/CEO: Pat Bowlen - Assistente esecutivo del proprietario/CEO: Lisa Williams e Veronica Ibarra - Presidente: Joe Ellis - Assistente esecutivo del presidente: Elaine Woodworth - Vice presidente esecutivo dell'operazioni di football: John Elway - Consiglio generale/vice presidente esecutivo: Rich Slivka - Chief Financial Officer: Justin Webster - Assistente esecutivo del vice presidente esecutivo delle operazioni di football: Kathy Hatch Capo allenatore - John Fox Altri allenatori - Assistente esecutivo del capo allenatore: Kristi Nichols - Sviluppo della forza e della condizione: Luke Richesson - Assistente della forza e della condizione: Mike Eubanks, Jason George e Anthony Lomando - Qualità e controllo della difesa: Chris Beake Allenatori dell'attacco - Coordinatore dell'attacco: Adam Gase - Assistente dell'attacco: Brian Callahan - Quarterback: Greg Knapp - Running Back: Eric Studesville - Wide Receiver: Tyke Tolbert - Tight End: Clancy Barone - Offensive Line: Dave Magazu Allenatori della difesa - Coordinatore della difesa: Jack Del Rio - Defensive Line: Jay Rodgers - Linebacker: Richard Smith - Secondary: Cory Undlin - Assistente Secondary: Sam Garnes Allenatori dello special team - Coordinatore dello Special Team: Jeff Rodgers - Assistente dello Special Team: Derius Swinton |

## Roster
| Roster dei Denver Broncos nel 2014 |
| --- |
| Quarterback - 18 Peyton Manning - 17 Brock Osweiler Running Back - 39 C.J. Anderson - 38 Montee Ball - 21 Ronnie Hillman - 40 Juwan Thompson Wide Receiver - 19 Isaiah Burse - 12 Andre Caldwell - 14 Cody Latimer - 10 Emmanuel Sanders - 88 Demaryius Thomas - 83 Wes Welker Tight End - 85 Virgil Green - 84 Jacob Tamme - 80 Julius Thomas Offensive Linemen - 78 Ryan Clady T - 75 Chris Clark T - 71 Paul Cornick T - 74 Orlando Franklin G/T - 63 Ben Garland G - 64 Will Montgomery C/G - 79 Michael Schofield T - 66 Manny Ramirez C/G - 65 Louis Vasquez G Defensive Linemen - 76 Marvin Austin DT - 97 Malik Jackson DE - 98 Terrance Knighton DT - 93 Quanterus Smith DE - 96 Mitch Unrein DT - 94 DeMarcus Ware DE - 92 Sylvester Williams DT - 95 Derek Wolfe DE Linebacker - 57 Lamin Barrow OLB - 56 Nate Irving MLB/OLB - 53 Steven Johnson OLB - 55 Lerentee McCray OLB - 54 Brandon Marshall OLB - 58 Von Miller OLB - 47 Corey Nelson MLB - 59 Danny Trevathan OLB Defensive Back - 31 Omar Bolden FS - 30 David Bruton FS - 38 Quinton Carter SS - 32 Tony Carter CB - 25 Chris Harris CB - 26 Rahim Moore FS - 29 Bradley Roby CB - 21 Aqib Talib CB - 43 T.J. Ward SS - 36 Kayvon Webster CB Special Team - 46 Aaron Brewer LS - 4 Britton Colquitt P - 8 Connor Barth K Lista delle riserve - 68 Kenny Anunike DE (IR) - 11 Jordan Norwood WR (IR) Squadra di allenamento - 48 Shaquil Barrett MLB - 35 Kapri Bibbs RB - 20 John Boyett SS - 2 Zac Dysert QB - 16 Bennie Fowler WR - 70 Vinston Painter OT - 13 Nathan Palmer WR - 61 Matt Paradis C - 89 Gerell Robinson TE - 72 Zach Thompson DE 53 attivi, 3 inattivi, 10 nella squadra di allenamento, 0 free agent |
| Legenda - I rookie sono in corsivo. - Il primo ruolo è il principale mentre gli eventuali successivi indicano i ruoli secondari. - (IR) sta per Injured Reserve ed indica la lista ristretta per un solo giocatore infortunato che può tornare ad allenarsi dopo la settimana 6 e a rientrare in prima squadra dopo che questa ha giocato 8 partite. - (NF-Inj.) / (NF-Ill.) stanno rispettivamente per Non-Football Injured e Non-Football Illness ed indicano le liste dove viene inserito un giocatore che ha un infortunio o una malattia non dipendente dal football americano. - (PUP) sta per Physically Unable to Perform ed indica la lista dove viene inserito un giocatore mentre è in attesa di recuperare la condizione fisica. Nella stagione regolare dopo la sesta partita giocata dalla propria squadra, il giocatore ha tempo tre settimane per riprendere ad allenarsi, più tre settimane aggiuntive dal suo rientro agli allenamenti per rientrare in prima squadra. |

## Calendario

### Stagione regolare
| Stagione regolare |                    |                         |                    |                    |                                     |                    |                    |
| Turno             | Data               | Avversario              | Risultato          | Record             | Stadio                              | NFL.com recap      |                    |
| 1                 | 7/9                | Indianapolis Colts      | V 31–24            | 1–0                | Sports Authority Field at Mile High | Recap              |                    |
| 2                 | 14/9               | Kansas City Chiefs      | V 24–17            | 2–0                | Sports Authority Field at Mile High | Recap              |                    |
| 3                 | 21/9               | at Seattle Seahawks     | S 20–26 (DTS)      | 2–1                | CenturyLink Field                   | Recap              |                    |
| 4                 | Settimana di pausa | Settimana di pausa      | Settimana di pausa | Settimana di pausa | Settimana di pausa                  | Settimana di pausa | Settimana di pausa |
| 5                 | 5/10               | Arizona Cardinals       | V 41–20            | 3–1                | Sports Authority Field at Mile High | Recap              |                    |
| 6                 | 12/10              | at New York Jets        | V 31–17            | 4–1                | MetLife Stadium                     | Recap              |                    |
| 7                 | 19/10              | San Francisco 49ers     | V 42–17            | 5–1                | Sports Authority Field at Mile High | Recap              |                    |
| 8                 | 23/10              | San Diego Chargers      | V 35–21            | 6–1                | Sports Authority Field at Mile High | Recap              |                    |
| 9                 | 2/11               | at New England Patriots | S 21–43            | 6–2                | Gillette Stadium                    | Recap              |                    |
| 10                | 9/11               | at Oakland Raiders      | V 41–17            | 7–2                | O.Co Coliseum                       | Recap              |                    |
| 11                | 16/11              | at St. Louis Rams       | S 7–22             | 7–3                | Edward Jones Dome                   | Recap              |                    |
| 12                | 23/11              | Miami Dolphins          | V 39–36            | 8–3                | Sports Authority Field at Mile High | Recap              |                    |
| 13                | 30/11              | at Kansas City Chiefs   | V 29–16            | 9–3                | Arrowhead Stadium                   | Recap              |                    |
| 14                | 7/12               | Buffalo Bills           | V 24–17            | 10–3               | Sports Authority Field at Mile High | Recap              |                    |
| 15                | 14/7               | at San Diego Chargers   | V 22–10            | 11–3               | Qualcomm Stadium                    | Recap              |                    |
| 16                | 22/12              | at Cincinnati Bengals   | S 28–37            | 11–4               | Paul Brown Stadium                  | Recap              |                    |
| 17                | 28/12              | Oakland Raiders         | V 47–14            | 12–4               | Sports Authority Field at Mile High | Recap              |                    |

Note
- Gli avversari della propria division sono in grassetto.

### Playoff
| Wild Card  | Qualificati direttamente al secondo turno | Qualificati direttamente al secondo turno | Qualificati direttamente al secondo turno | Qualificati direttamente al secondo turno | Qualificati direttamente al secondo turno | Qualificati direttamente al secondo turno | Qualificati direttamente al secondo turno | Qualificati direttamente al secondo turno |
| Divisional | January 11, 2015                          | Indianapolis Colts (4)                    | S 13–24                                   | 0–1                                       | Sports Authority Field at Mile High       | Recap                                     |                                           |                                           |